# AS Algrange
Hiệp hội Sportive Algrange là một đội bóng đá Pháp. Đội có trụ sở tại Algrange, Pháp.
Algrange lọt vào vòng 8 của 2000-01 Coupe de France, thua trên chấm phạt đền trước Levallois SC.